# Joaquín García Monge

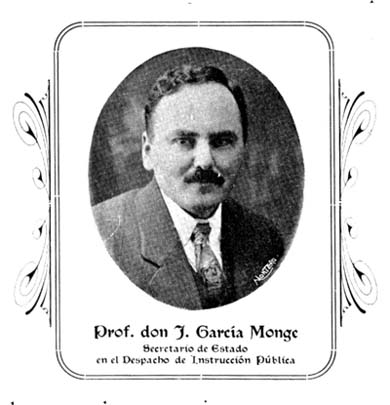
Joaquín García Monge

Joaquín García Monge (ur. 20 stycznia 1881 w Desamparados, zm. 31 października 1958) – kostarykański polityk, pisarz, eseista, nauczyciel w szkołach średnich, minister kultury.
Absolwent Liceum Kostaryki (1899), w latach 1901-1904 studiował w Chile. W 1915 został dyrektorem Escuela Normal w Heredii, a w 1920 – dyrektorem Biblioteki Uniwersytetu Narodowego. W 1921 założył czasopismo „American repertory”.

## Proza
- El moto (1900)
- Hijas del campo (1900)
- Abnegación (1902)
- Ariel (zbiór opowiadań, 1905–1916)
- La mala sombra y otros sucesos (opowiadanie, 1917)